# Paul Dedeyn

a Compétitions nationales et continentales officielles uniquement.

b Matchs officiels uniquement.
Joseph Auguste Paul Dedeyn, né le 11 décembre 1880 à Moulineaux et mort le 4 juin 1940 à Excideuil, est un joueur français de rugby à XV. Il joue au poste de pilier au Racing club de France. Il est sélectionné lors d'un match en équipe de France.

## Biographie

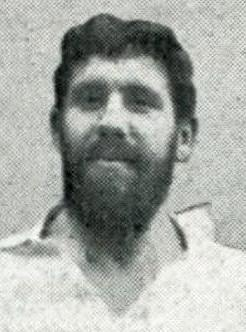
Paul Dedeyn en 1905.

### Vie privée
Joseph Auguste Paul Dedeyn naît à 11 heures du matin le 11 décembre 1880 à au domicile de ses parents, situé Moulineaux (Seine-Inférieure). Son père, Auguste Dedeyn, entrepreneur en construction de chemin de fer puis routier, chevalier de la Légion d'honneur, et sa mère, Marguerite Marx, se sont mariés à Châtel-Saint-Germain (Moselle) le 5 janvier 1872. Auguste Dedeyn demeure au n°46 rue de la Pompe dans le 16e arrondissement de Paris en 1906.
Le 14 février 1906, Paul Dedeyn épouse Berthe Alice Marx (née le 10 février 1887 à Dégagnac dans le Lot et décédée le 9 octobre 1971 à Autun en Saône-et-Loire) à la mairie de Bordeaux. À cette époque, le futur marié est domicilié au 129 boulevard Raspail dans le VIe arrondissement de la capitale, et son épouse vit avec ses parents, négociants aisés, au n°2 rue de la Rivière à Bordeaux. Le registre des mariages de la mairie de Bordeaux indique par ailleurs que Paul Dedeyn est « sans profession » et « soldat de la réserve ».

### Carrière de joueur
Il dispute le premier match officiel du XV de France le 1er janvier 1906 face aux All Blacks alors en tournée européenne. « Nos adversaires m’avaient parus si grands et si beaux que je leur avais tâté les muscles, en un mouvement d’admiration craintive. Eux avaient tiré la barbe de notre talonneur, Dedeyn : un joueur de rugby barbu, ils n’avaient jamais vu ça dans leur île du bout du monde ! De même étaient-ils imberbes alors que tous, nous portions moustache : cela les avait beaucoup amusés. » se souvient Jacques Duffourcq.

### Matchs internationaux
| #  | Date             | Lieu                     | Adversaire       | Résultat | Points marqués | Competition |
| -- | ---------------- | ------------------------ | ---------------- | -------- | -------------- | ----------- |
| 1. | 1er janvier 1906 | Parc des Princes (Paris) | Nouvelle-Zélande | 8-38     | 0 point        | Test match  |